# Kufuank
Kufuank je bila drevna Egipćanka, a živjela je tijekom 4. dinastije. Postala je princeza supruga udajom za princa Mindžedefa, unuka faraona Kufua. Rodila mu je sina.